# Dutkowce

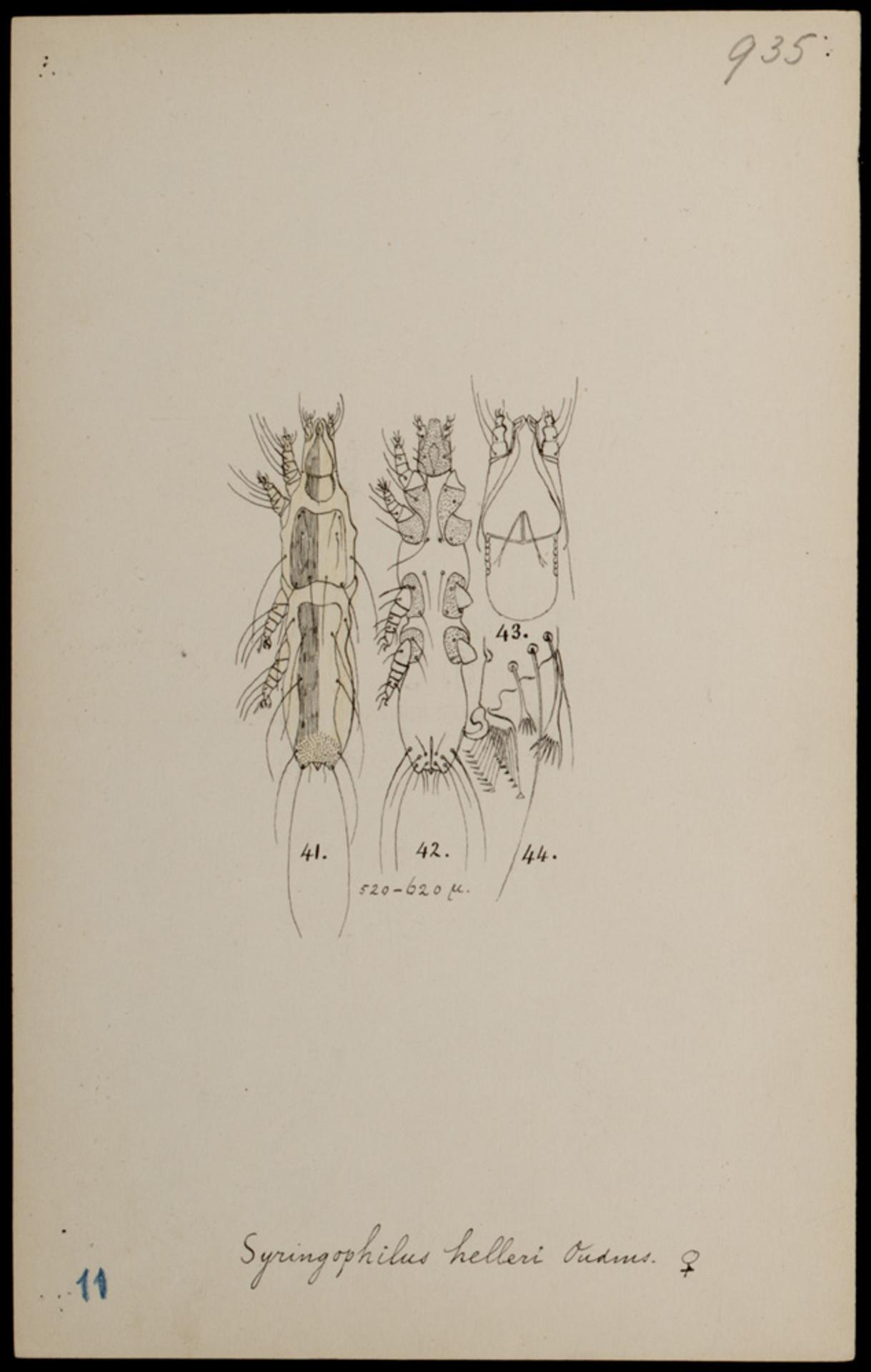
Rycina samicy Syringophilus helleri autorstwa Oudemansa

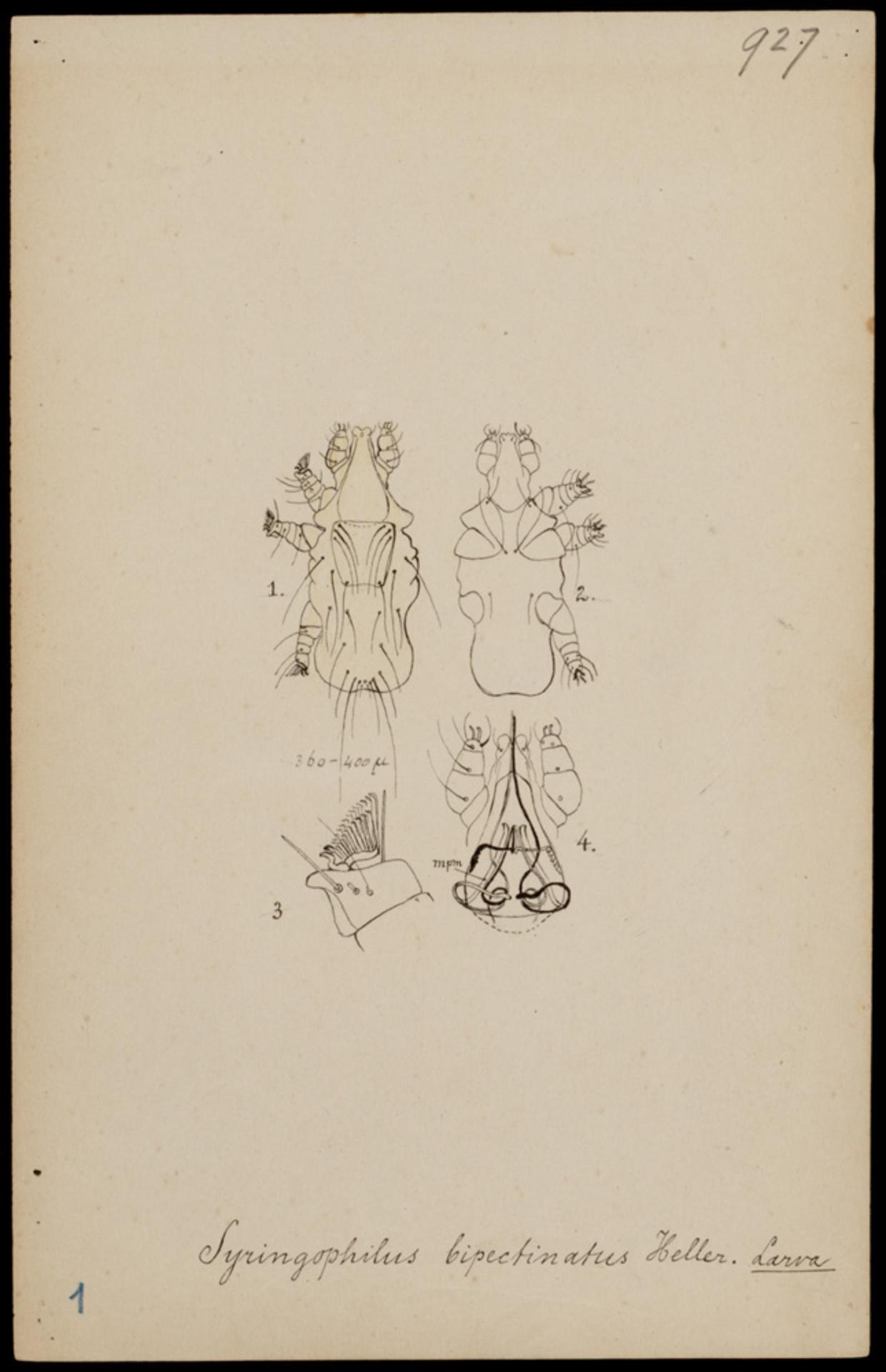
Rycina larwy Syringophilus bipectinatus autorstwa Oudemansa

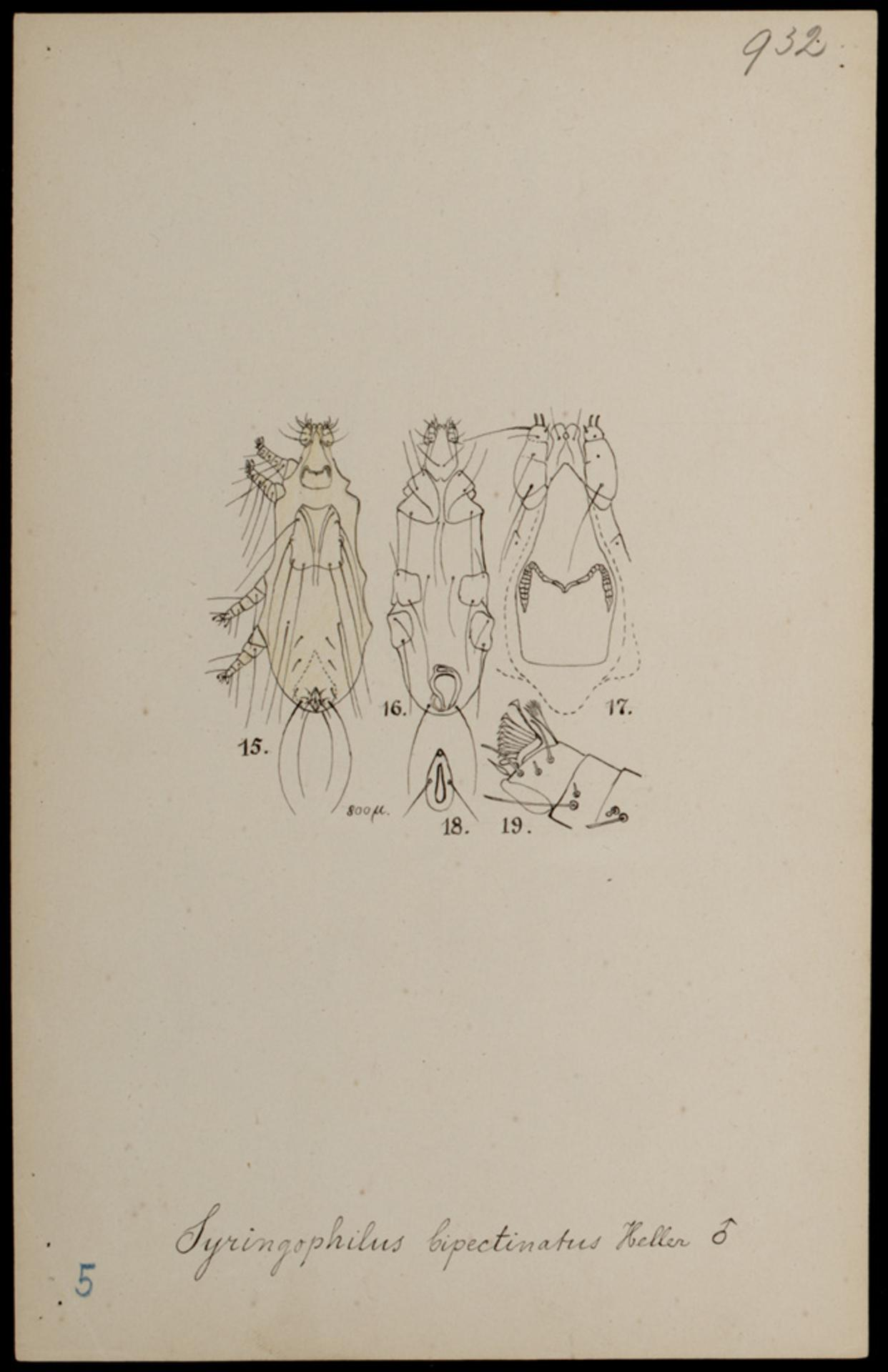
Rycina samca Syringophilus bipectinatus autorstwa Oudemansa

Dutkowce (Syringophilidae) – rodzina roztoczy z rzędu Trombidiformes i nadrodziny Cheyletoidea. Obejmuje ponad 320 opisanych gatunków, jednak ich całkowitą liczbę szacuje się na co najmniej 5 tysięcy. Są to obligatoryjne pasożyty ptaków, żyjące w dutkach ich piór, zwykle lotek. Odnotowano je na ponad 370 gatunkach ptaków z 22 rzędów. Mają robakowate, słabo zesklerotyzowane ciało o wydłużonej idiosomie, krótkich odnóżach i sztyletowatych lub harpunowatych szczękoczułkach. W rozwoju przechodzą przez stadia: trójnogiej larwy, protonimfy i tritonimfy. Rozród i rozwój odbywa się w dutce. Rodzina kosmopolityczna; zasięg geograficzny jej przedstawicieli odwzorowuje areał żywicieli.

## Morfologia

### Postać dorosła
Roztocze o wydłużonym, robakowatym ciele osiągającym od 500 do 1500 μm długości, ubarwionym mlecznobiało. Dymorfizm płciowy jest silnie zaznaczony. Samce są bardziej krępej budowy i osiągają mniejsze rozmiary. Ciało dutkowców podzielone jest na pseudotagmy – gnatosomę i idiosomę, a ta ostatnia z kolei na propodosomę i opistosomę, zwaną w tej grupie także hysterosomą.

#### Gnatosoma
Gnatosoma jest przeciętnie wykształcona, wydłużona. Położone w jej brzusznej części subkapitulum (infrakapitulum) jest osadzone głęboko w idiosomie i wyposażone w dobrze widoczną apodemę; na jego chetotaksję składają się szczecinki oznaczone jako elcp, n, ao1 i ao2. Na szczycie gnatosomy leży stożkowaty hypostom o krawędzi wierzchołkowej zaokrąglonej, płaskiej, ściętej albo wyposażonej w rozmaitej wielkości wyrostki. Hypostom zaopatrzony jest w wargi, a jego płaty przyrośnięte są do położonego grzbietowo styloforu. U samic wielu gatunków hypostom ma parę przezroczystych guzków. W środkowej, rostralnej części styloforu umieszczone są perytremy o kształcie litery „M” lub „U”. Na gnatosomie osadzone są ponadto szczękoczułki i nogogłaszczki. Te pierwsze są długie, giętkie, równoległe, o formie sztyletów lub harpunów i w obrębie danego gatunku ich długość nie ulega zmianie w kolejnych stadiach rozwojowych. Nogogłaszczki budują po cztery człony: krętarz, udo, kolano i stopogoleń. Krętarz ma podstawę wchodzącą w brzuszną stronę idiosomy. Na udzie występują szczecinki: d, v’, v”, na kolanie: d oraz l”, a na stopogoleniu: szczecinki: d, lT, l’, eupatidia: acm, sul, ul’, ul” oraz solenidion ω. Wierzchołek stopogolenia w podrodzinie Picobinae jest ścięty, a u pozostałych dutkowców zaokrąglony.

#### Idiosoma
Idiosoma jest całkowicie pozbawiona oczu i kupuli. Jej kompletna chetotaksja obejmuje szczeciny: scx, vi, ve, si, se, c1, c2, d1, d2, e2, f1, f2, h1, h2, ps1, ps2, ag1, ag2, ag3, g1, g2. Propodosoma ma na stronie grzbietowej (propodonotum) w różnym stopniu zesklerotyzowaną, jednolitą lub podzieloną podłużnie tarczkę propodosomalną (propodonotalną). Szczeciny na wierzchu propodosomy występują w liczbie 5–6 par i zwykle mają formę włosowatą, rzadziej są pierzaste, spiralne lub pokryte guzkami, a ich rozmieszczenie jest charakterystyczne dla danego rodzaju. 
Hysterosoma jest pseudotagmą dobrze rozwiniętą. Na grzbietowej stronie hysterosomy (hysteronotum) typowo występuje tarczka hysterosomalna (hysteronotalna), która może być wtórnie rozdzielona na dwie tarczki, uwsteczniona, całkiem zanikła lub zrośnięta z leżącą na tyle hysterosomy tarczką pygidialną. Tarczka pygidialna również bywa nieobecna. Grzbietowa powierzchnia hysterosomy ma 5 par szczecin o kształcie włosowatym. Otwory odbytowy i płciowy samicy umieszczone są na brzusznej stronie idiosomy lub na jej tylnym końcu i nakryte parą zmarszczek oskórka. U samca odbytu albo brak albo jest on połączony z otworem płciowym w jeden otwór płciowo-analny. Otwór ten umieszczony jest po grzbietowej stronie ciała. Edeagus jest rurkowaty, spiczasty, u szczytu może być rozdwojony. Szczeciny paragenitalne występują zwykle w liczbie trzech par położonych brzusznie. Samce mają od 2 do 3 par szczecinek aggenitalnych,  2 pary szczecinek pseudanalnych i 2 pary szczecinek genitalnych, aczkolwiek te ostatnie mogą u niektórych gatunków wykazywać neotrichię.
W budowie przejawia się u Picobiinae polimorfizm samic w postaci nieczęstego pośród roztoczy zjawiska fizyogastrii. W przeciwieństwie do samic typowych samice fizyogastryczne mają hystrosomę silniej wydłużoną, czasem paletkowato rozdętą, dzięki czemu mogą złożyć 2 lub 3 bardzo duże jaja, podczas gdy u pozostałych dutkowców samice składają od 10 do 12 mniejszych jaj.

#### Odnóża kroczne
Idiosoma dysponuje czterema parami smukłych, dość krótkich odnóży, z których dwie pierwsze leżą na propodosomie, a dwie tylne na hysterosomie. Duża przerwa między nasadami odnóży drugiej i trzeciej pary należy do synapomorfii rodziny. Odnóża składają się z sześciu członów: biodra, krętarza, uda, kolana, goleni i stopy zwieńczonej słabo wykształconym przedstopiem, które wyposażone jest w parę gładkich pazurków i pierzaste empodium. Bywa, że dwie pierwsze pary odnóży są bardziej krępej budowy niż pozostałe. Na spodzie propodosomy epimeryty I pary mogą być równoległe względem siebie lub rozbieżne oraz mogą być wolne lub zrośnięte z epimerytami II pary. Biodra pierwszej pary mają szczecinki: 1a, 1b, 1c, drugiej pary tylko szczecinkę 2c, trzeciej pary szczecinki: 3a, 3b, 3c, a czwartej pary tylko szczecinki 4b i 4c; brak szczecinki 4a jest synapomorfią dutkowców. Wszystkie krętarze mogą być wyposażone w szczecinkę brzuszną (v). Na udach dwóch pierwszych par odnóży mogą występować szczecinki grzbietowe i brzuszne (d i v), zaś na pozostałych ich parach tylko grzbietowe (d). Kolana pierwszej pary odnóży mają do trzech szczecinek o oznaczeniach: d, l’, σ, drugiej pary tylko szczecinki d i l’, a pozostałych par tylko szczecinkę l’. Na dwóch pierwszych parach goleni występują szczecinki: d, v, φ i para szczecinek l, na trzeciej parze szczecinka d i para szczecinek l, a na parze ostatniej tylko szczecinka d. Stopy pierwszej pary mają pojedyncze szczecinki ft i vs oraz parzyste szczecinki: tc, a, p, u. Druga para stóp ma pojedynczą szczecinkę vs oraz parzyste szczecinki: tc, p, u. Pozostałe pary stóp mają tylko trzy parzyste szczecinki: tc, p, u. Dwie początkowe pary stóp mają solnidia (ω), przy czym te na drugiej parze są umieszczone grzbietowo.

### Postacie młodociane
Postacie młodociane różnią się od dorosłych rozmiarami ciała, chetotaksją i sklerotyzacją oskórka, a ponadto postać larwalna pozbawiona jest odnóży czwartej pary. Większość gatunków ma stadia larwy i protonimfy pozbawione tarczek na propodonotum i hysteronotum. Tarczki te zwykle pojawiają się dopiero w stadium tritonimfy. Nogogłaszczki i propodonotum komplet szczecinek zyskują dopiero w stadium tritonimfy – u protonimf brakuje szczecinek h, vF oraz l”G, a u larwy także szczecinki l”F. U gatunków wykazujących neotrichię larwy pozbawione są szczecinek aggenitalnych, protonimfy mają ich tylko jedną parę, tritonimfy dwie pary, a trzecia para pojawia się u formy dorosłej. U gatunków wykazujących hipertrichię szczecin aggenitalnych cecha ta pojawia się w stadium tritonimfy, podczas gdy larwa i protonimfa wyglądają jak u gatunków z neotrichią. U większości gatunków larwy i protonimfy mają po jednej parze szczecinek genitalnych i pseudanalnych, tritonimfy mają dwie pary szczecinek pseudanalnych i jedną genitalnych, a formy dorosłe po dwie pary szczecinek genitalnych i pseudanalnych. Pola koksalne (pozostałości bioder) larw są pozbawione szczecinek z wyjątkiem pierwszej ich pary, gdzie obecne są szczecinki 1b'. U protonimf następujące szczecinki pojawiają się na trzech początkowych parach pól: 1c, 2c, 3b i 3c. Czwarta para pól zyskuje szczecinki 4b i 4c w stadium tritonimfy. Krętarze są pozbawione szczecinek aż do stadium tritonimfy, w którym to szczecinki l’R pojawiają się na ich trzech pierwszych parach. Kolana larw i protonimf mają po jednej grzbietowej i jednej bocznej szczecince na dwóch początkowych parach oraz jednej bocznej szczecince na parze trzeciej. Szczecinka boczna czwartej pary kolan pojawia się w stadium tritonimfy. Larwy mają trzecią parę stóp pozbawioną szczecinek wachlarzowatych. U protonimf takowe pojawiają się na trzeciej parze stóp, ale brak ich na parze czwartej, która zyskuje je dopiero w stadium tritonimfy.

## Biologia i ekologia
Wszyscy przedstawiciele rodziny są obligatoryjnymi pasożytami zewnętrznymi ptaków. Bytują wewnątrz dutek ich piór. Żerują na płynie tkankowym, przebijając w tym celu ścianę dutki swymi sztyletowatymi lub harpunowatymi palcami ruchomymi szczękoczułków. Nowo wykształcające się dutki zajmowane są przez roztocze za pośrednictwem ich naturalnego otworu – umbilicus superiorus. Większość przedstawicieli rodziny wyspecjalizowana jest w zamieszkiwaniu lotek. Tylko przedstawiciele Picobiinae występują w dutkach opierzenia ciała.
Obie płcie przechodzą w rozwoju przez stadia larwy, protonimfy i tritonimfy; tak jak u innych przedstawicieli nadrodziny brak w ich rozwoju stadium deutonimfy. Wylinka następuje przez poprzeczne pęknięcie oskórka w pobliżu bruzdy dysjugalnej (linienie typu merodehiscenicznego). Rozwój i rozród odbywa się wewnątrz dutki. Samce spędzają w niej całe życie. Tylko dorosłe, zapłodnione samice opuszczają swoją dutkę celem zajęcia nowych.
Do dutkowców należą głównie pasożyty mono- i oligokseniczne. Większość gatunków ograniczona jest do jednego gatunku lub rodzaju żywiciela, a przypadki występowania jednego gatunku u ptaków z różnych rodzin czy rzędów należą do rzadkości. Do 2015 roku dutkowce stwierdzono na 482 gatunkach ptaków z 95 rodzin i 24 rzędów. Na tym samym gospodarzu występować mogą przedstawiciele różnych rodzajów, a nawet podrodzin dutkowców, jednak przypadki zasiedlenia tej samej dutki przez więcej niż jeden gatunek należą do rzadkości.

## Rozprzestrzenienie
Takson kosmopolityczny, znany ze wszystkich krain zoogeograficznych oprócz Antarktydy. Zasięg poszczególnych gatunków pokrywa się najpewniej z zasięgiem ich żywicieli, jednak ich rozmieszczenie jest niedostatecznie zbadane. W Polsce do 2015 roku stwierdzono występowanie 66 gatunków.

## Taksonomia
Takson ten wprowadzony został w 1953 roku przez Michela M.J. Lavoipierre’a dla objęcia monotypowego wówczas rodzaju Syringophilus, zaliczanego wcześniej do Myobiidae. Niezależnie utworzenia rodziny Syringophilidae dla rodzajów Syringophilus i Picobia dokonał w 1957 roku Wsiewołod Dubinin.
Dutkowce umieszcza się w nadrodzinie Cheyletoidea. Zarówno dane morfologiczne jak i analizy molekularne wskazują, że dutkowce zajmują w jej obrębie pozycję siostrzaną względem Cheyletidae.
Pierwszej dużej rewizji rodziny dokonał w 1970 roku John Kethley. Trzy lata później opublikował on wspólnie z Donaldem E. Johnstonem wyniki analizy fenetycznej, na podstawie której autorzy podzielili rodzinę na dwie podrodziny: Syringophilinae i Picobiinae. W 1977 roku Stanley D. Casto wyróżnił w ich obrębie kolejną podrodzinę – Loabatinae, jednak jej jedyny rodzaj włączony został do Picobiinae w 2000 roku przez Alexandra Faina, Andre Bochkova i Siergieja Mironowa. Pierwszej, morfologicznej, analizy filogenetycznej rodziny dokonali w 2013 roku Maciej Skoracki, Eliza Głowska i Andre Bochkov. O ile Picobiinae w jej wynikach były monofiletyczne, tak Syringophilinae okazały się względem nich parafiletyczne.
Do 2014 roku opisano ponad 330 gatunków dutkowców (334 według checklisty z 2015), zgrupowanych w 62 rodzajach. Ogólną liczbę ich gatunków ocenia się jednak na nie mniej niż 5 tys. Należą doń m.in.:
- Apodisyringiana Skoracki, 2005
- Apodisyringiophilus Skoracki et OConnor
- Ascetomylla Kethley, 1970
- Aulobia Kethley, 1970
- Aulonastus Kethley, 1970
- Betasyringophiloidus Skoracki, 2011
- Blaszakia Skoracki et Sikora, 2008
- Bochkovia Skoracki et OConnor, 2010
- Bubophilus Philips et Norton, 1978
- Calamincola Casto, 1978
- Castosyringophilus Bochkov et Perez, 2003
- Charadriineopicobia Skoracki, Spicer et OConnor
- Charadriphilus Bochkov et Chistyakov, 2001
- Chenophila Kethley, 1970
- Ciconichenophilus Skoracki et OConnor, 2010
- Colinophilus Kethley, 1973
- Colisyringophilus Skoracki, Unsoeld et Ozminsk
- Columbiphilus Kivganov et Sharafat
- Corvitorotroglus Skoracki et Bochkov
- Creagonycha Kethley, 1970
- Crotophagisyringophilus Skoracki, 2008
- Cuculisyringophilus Skoracki, 2005
- Fritschisyringophilus Bochkov, Fain et Skoracki, 2004
- Galliphilopsis Skoracki et Sikora 2004
- Gunabopicobia Skoracki et Hromada
- Ixobrychiphilus Skoracki, Zmudzinski et Solarczyk, 2017[16]
- Kalamotrypetes Casto, 1980
- Kethleyana Kivganov, in Kivganov et Sharafat 1995
- Krantziaulonastus Skoracki, 2011
- Lawrencipicobia Skoracki et Hromada
- Megasyringophilus Fain, Bochkov & Mironov, 2000
- Meitingsunes Glowska et Skoracki, 2010
- Mironovia Chirov & Kravtsova, 1995
- Neoaulobia Fain, Bochkov & Mironov, 2000
- Neoaulonastus Skoracki, 2004
- Neopicobia Skoracki, 2011
- Neoperisterophila Skoracki, 2005
- Neosyringophilopsis Skoracki et Sikora
- Niglarobia Kethley, 1970
- Paraniglarobia Skoracki
- Peristerophila Kethley, 1970
- Phalarophilus Skoracki, Bochkov et OConnor, 2011
- Phipicobia Glowska et Schmidt
- Philoxanthornia Kethley, 1970
- Picineoaulonastus Skoracki, Klimovičová, Muchai et Hromada
- Picisyringophilus Skoracki et OConnor, 2010
- Picobia Haller, 1878
- Procellariisyringophilus Schmidt et Skoracki, 2007
- Pseudopicobia Skoracki, Scibek et Sikora
- Psittaciphilus Fain, Bochkov et Mironov, 2000
- Pteroclidisyringophilus Skoracki, 2011
- Rafapicobia Skoracki, 2011
- Selenonycha Kethley, 1970
- Stibarokris Kethley, 1970
- Syringophiloidus Kethley, 1970
- Syringophilopsis Kethley, 1970
- Syringophilus Heller, 1880
- Terratosyringophilus Bochkov et Perez
- Tinamiphilopsis Skoracki et Sikora, 2004
- Torotrogla Kethley, 1970
- Trypetoptila Kethley, 1970
- Terratosyringophilus Bochkov et Perez, 2003